# Robert J. Shiller
Robert J. Shiller (ur. 29 marca 1946 w Detroit) – amerykański ekonomista, profesor Uniwersytetu Yale.

## Życiorys
Licencjat uzyskał na Uniwersytecie Michigan w 1967 roku, doktorat w 1972 na Massachusetts Institute of Technology.
Od 1980 roku Robert J. Shiller jest związany z National Bureau of Economic Research (NBER). W 2005 był wiceprezesem Amerykańskiego Stowarzyszenia Ekonomicznego, a w latach 2006-07 prezesem Eastern American Economic Society. Jest współzałożycielem i głównym ekonomistą firmy MacroMarkets LLC. Shiller znajduje się na liście 100 najbardziej wpływowych ekonomistów według IDEAS.
Jest jednym z najbardziej znanych ekonomistów zajmujących się analizą rynków finansowych. Jest zaliczany do ekonomistów szkoły neokeynesizmu, zajmuje się behawioralną ekonomią finansów. W 1981 roku opublikował wpływowy artykuł pod tytułem „Czy ceny akcji zmieniają się zbyt mocno, by można je było uzasadnić późniejszymi zmianami w dywidendach?”. W tekście kwestionował hipotezę rynku efektywnego argumentując, że ceny akcji są znacznie bardziej zmienne niż wynikałoby to z tej teorii. Gdyby rynek był efektywny cena akcji powinna racjonalnie odzwierciedlać oczekiwany zysk z dywidendy. Schiller przedstawił implikowany przez teorie model teoretyczny, a następnie przeanalizował empirycznie wyniki indeksu S&P 500 i wskazał, że odbiegają one od tego, co postuluje model.
Zdaniem Schillera zmiany cen aktywów na rynkach kapitałowych są przede wszystkim związane ze zjawiskami z zakresu ludzkiej psychologii. Pozytywne wiadomości na temat danej spółki generują zwiększony popyt na jej akcje. Popyt ten może wygenerować nieracjonalne bańki spekulacyjne, w których ceny aktywów stają się oderwane od racjonalnej wartości danej inwestycji.
Pod koniec lat 80. wspólnie ze współpracownikiem Karlem Case'm opracował metodologię tworzenia indeksów cen nieruchomości. W artykułach na ten temat krytycznie oceniał istniejący indeks tworzony przez stowarzyszenie pośredników nieruchomości. Indeks ten brał pod uwagę medianę wszystkich cen transakcyjnych, co ich zdaniem nie było trafnym podejściem, ponieważ mediana jest zniekształcana przez ceny nowych domów. Cena sprzedaży nowego domu nie może być porównana z ceną poprzednią, a więc niemożliwe jest ustalenie wzrostu lub spadku wartości. Schiller i Case opracowali indeks, który bierze pod uwagę ceny domów, które zostały sprzedane więcej niż raz. Stworzony w ten sposób indeks cen nieruchomości został użyty do sprawdzenia hipotezy efektywnego rynku. Schiller i Case stwierdzili, że rynek nieruchomości nie jest racjonalny i podobnie jak rynek kapitałowy jest podatny na zjawiska baniek spekulacyjnych. Od 2006 roku indeks Schillera i Case’a jest publikowany przez firmę Standard & Poors i jest podstawą instrumentów pochodnych.
Szerzej znany stał się przede wszystkim dzięki popularno-naukowym książkom Irrational Exuberance oraz Zwierzęce instynkty (wspólnie z George’em Akerlofem). W pierwszym wydaniu Irrational Exuberance, wydanym krótko przed kryzysem dotcom, ostrzegał przed bańką powstałą na giełdzie. Rok przed bankructwem Lehman Brothers na Project Syndicate opublikowany został artykuł, w którym Shiller przestrzegał przed pęknięciem bańki na rynku nieruchomości.
Robert Shiller twierdzi, że zajął się ekonomią behawioralną pod wpływem żony psycholożki.

## Wyróżnienia
W 2013 został, wraz z Larsem Hansenem i Eugene’em Famą, uhonorowany Nagrodą Banku Szwecji im. Alfreda Nobla w dziedzinie ekonomii „za ich empiryczną analizę cen aktywów”.

## Książki
- Robert J. Shiller: Market Volatility. Cambridge, MA: MIT Press, 1990. ISBN 0-262-19290-X. Brak numerów stron w książce
- Robert J. Shiller: Macro Markets: Creating Institutions for Managing Society's largest Economic Risks. New York: Clarendon Press, 1993. ISBN 0-19-828782-8. Brak numerów stron w książce
- Robert J. Shiller: Irrational Exuberance. Princeton, New Jersey: Princeton University Press, 2000. ISBN 0-691-05062-7. Brak numerów stron w książce
- Robert J. Shiller: The New Financial Order: Risk in the 21st Century. Princeton, New Jersey: Princeton University Press, 2003. ISBN 0-691-09172-2. Brak numerów stron w książce
- Robert J. Shiller: The Subprime Solution: How Today's Global Financial Crisis Happened, and What to Do about It. Princeton, New Jersey: Princeton University Press, 2008. ISBN 0-691-13929-6. Brak numerów stron w książce
- George A. Akerlof, Robert J. Shiller: Zwierzęce instynkty: Czy ludzka psychika napędza globalną gospodarkę i jaki to ma wpływ na światowy kapitalizm?. Studio Emka, 2011. ISBN 978-83-60652-89-3. Brak numerów stron w książce
- Robert J. Shiller: Finance and the Good Society. Princeton, New Jersey: Princeton University Press, 2012. ISBN 0-691-15488-0. Brak numerów stron w książce
- George A. Akerlof & Robert J. Shiller Phishing for Phools The Economics of Manipulation and Deception